# Birla Institute of Technology and Science, Pilani
Birla Institute of Technology & Science, Pilani ( BITS Pilani ) est une université réputée et un institut d'éminence en vertu de la section 3 de la loi UGC de 1956 pour l'enseignement supérieur et la recherche en Inde. L'institut est soutenu par le Aditya Birla Group et il est l'un des six premiers instituts à avoir reçu le statut d' Institut d'Eminence en 2018 ,. Après son expansion sur un campus à Dubaï, elle est devenue la première université internationale réputée, à la pointe des sciences, de l'ingénierie et de la recherche avec 4 campus établis et 15 départements universitaires. Il se concentre principalement sur l'enseignement supérieur et la recherche en ingénierie et en sciences. Son histoire, son influence, sa richesse et ses dotations en ont fait l'une des universités les plus prestigieuses de l'Inde,.
L'institut a été créé sous sa forme actuelle en 1964. Pendant cette période, la transformation de l'institut d'une école d'ingénieurs régionale à une université nationale a été soutenue par GD Birla . C'est la seule université réputée qui a été à égalité avec les IIT et les NIT / CER et a étendu ses campus de Pilani à Goa , Hyderabad et Dubaï . Les anciens du BITS ont continué à façonner fortement l'économie et la culture indiennes. Grâce à son réseau d'anciens élèves très performant et répandu dans le monde entier dans des domaines variés, BITS Pilani a eu un impact significatif sur les entreprises, les universités, la recherche, l'entrepreneuriat, les arts et l'activisme social,.
BITS organise l'examen d'entrée informatisé de toute l'Inde, BITSAT (BITS Admission Test). L'admission est purement fondée sur le mérite, tel qu'évalué par l'examen BITSAT. L'institut entièrement résidentiel est soutenu en privé.

## Institut de technologie et de science Birla, Pilani - Campus de Goa
Birla Institute of Technology and Science, Pilani - Goa Campus , officiellement Birla Institute of Technology and Science, Pilani - KK Birla Goa Campus et connu en abrégé sous le nom de BITS Pilani, Goa Campus est un institut technique et scientifique pour l'enseignement supérieur situé à Goa , en Inde . Créé en 2004, c'est l'un des quatre campus du BITS Pilani Le groupe Aditya Birla soutient en privé les caractéristiques résidentielles de l'institut.
En avril 2011, à la suite du décès du chancelier Krishna Kumar Birla en août 2008 , le campus a été renommé Birla Institute of Technology and Science, Pilani KK Birla Goa Campus en sa mémoire. En août 2011, le campus a tenu sa toute première cérémonie de convocation , au cours de laquelle 580 diplômés ont reçu leurs diplômes.

## Gallery

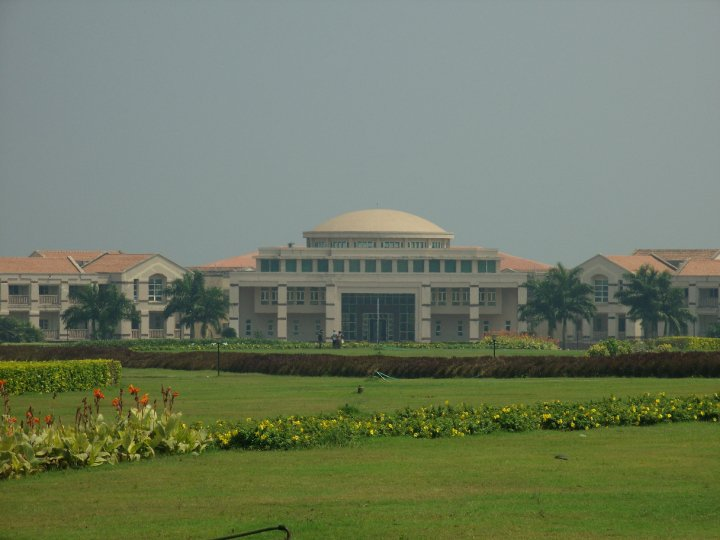
BITS Goa, le dôme du  bâtiment principal vu du parc
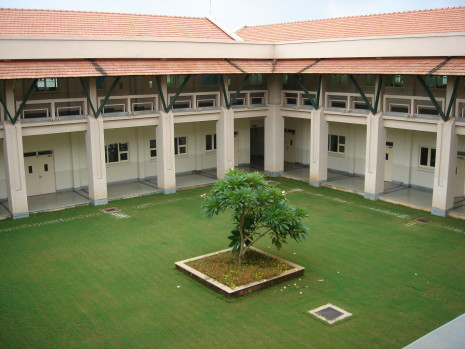
BITS Goa, intérieur des bâtiments
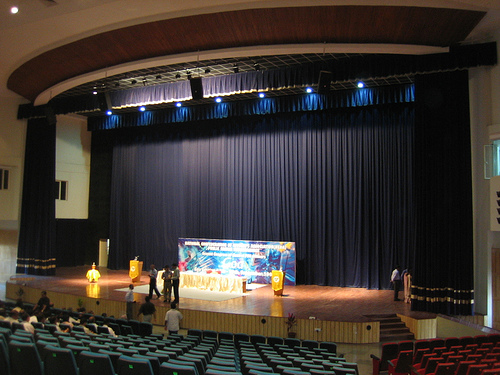
Auditorium, BITS Goa.
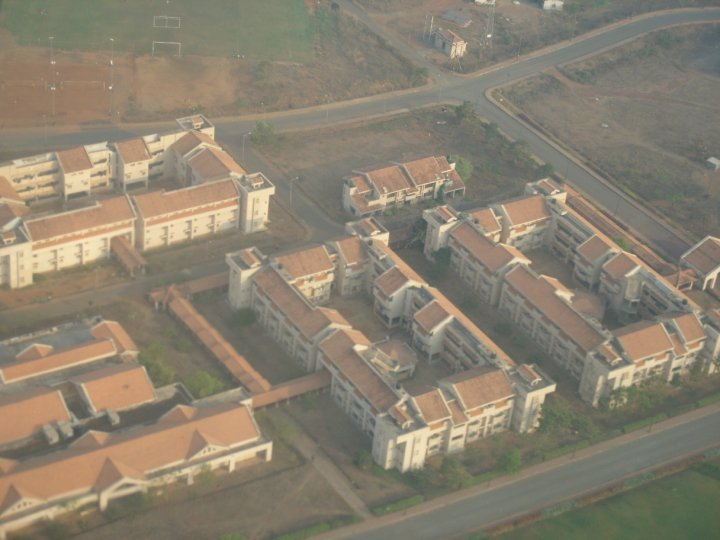
Vue aérienne du BITS Goa.
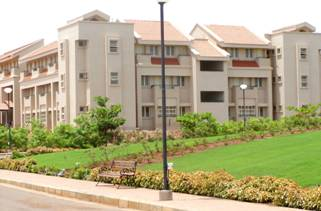
BITS Goa, Hôtel

## Quelques étudiants célèbres
- Nanaji Deshmukh, a reçu le Padma Vibhushan en 1999 et a reçu à titre posthume le Bharat Ratna .
- Deendayal Upadhyaya, penseur du RSS et ancien dirigeant du parti politique Bharatiya Jana Sangh.
- Prithviraj Chavan, ancien ministre de l'Union pour la science et la technologie, Govt. de l'Inde
- Dorji Choden, ministre du ministère des Travaux publics et des établissements humains du Bhoutan